# Municipio de Canistota
El municipio de Canistota (en inglés: Canistota Township) es un municipio ubicado en el condado de McCook en el estado estadounidense de Dakota del Sur. En el año 2010 tenía una población de 161 habitantes y una densidad poblacional de 1,74 personas por km².

## Geografía
El municipio de Canistota se encuentra ubicado en las coordenadas 43°37′51″N 97°18′28″O / 43.63083, -97.30778. Según la Oficina del Censo de los Estados Unidos, el municipio tiene una superficie total de 92.41 km², de la cual 92,34 km² corresponden a tierra firme y (0,07 %) 0,07 km² es agua.

## Demografía
Según el censo de 2010, había 161 personas residiendo en el municipio de Canistota. La densidad de población era de 1,74 hab./km². De los 161 habitantes, el municipio de Canistota estaba compuesto por el 99,38 % blancos, el 0,62 % eran amerindios. Del total de la población el 4,97 % eran hispanos o latinos de cualquier raza.